# 中国地名委员会
中国地名委员会是中华人民共和国地名的国务院议事协调机构。1977年成立，1993年撤销。

## 歷史
中华人民共和国成立后，地名工作由内务部主管。1959年，在国家大地图编撰委员会的领导下，成立了地名译音委员会。1964年，国务院成立了“地名审改小组”，办事机构设在内务部。同年又在国务院文教办公室领导下，成立了人名、地名统一译写委员会。
1964年10月25日，周恩来总理在外交部《关于将睦南关改为友谊关的请示报告》中批示：“外交部并告周荣鑫同志（国务院秘书长），将睦南关改名为友谊关时，要将东北的安东、盖平、辑安等地名一起改掉并由国务院内务部通知东北三省、云南、广东两省和广西僮族自治区，将各地类似地名全部审查，凡有这类刺激朝、越两国的大国沙文主义地名统统改掉，与前述地方一并发表”。根据周总理的指示，由内务部副部长王一夫负责。11月2日国务院向广西、辽宁、吉林等地下发了《国务院关于审查对越南、朝鲜有大国沙文主义不友好的地名的通知》：“国务院决定把‘睦南关’改为‘友谊关’，由陈毅副总理题字，题字不久即可寄去。在睦南关改名的同时，准备把我国过去沿用下来的对越南、朝鲜有大国沙文主义不友好的地名也一起改掉。请你们立即把所辖地区全部地名加以审查，对有大国沙文主义不友好的地名提出更名意见，于11月20日前报内务部，经国务院审查批准后，同睦南关的改名统一公布，各地不得自行公布”。更名范围又扩大了，不仅仅局限于涉外，凡是来历、含义、读音、书写有问题的都在其中。12月27日，内务部下发了《关于请对县市以上地名等审查提出更名意见的函》，要求对县市以上地名和对外有关系的重要山名、河名进行审查并提出更名意见。审查更改的地名范围是：“一、对邻邦含有大国沙文主义不友好的；二、带有大汉族主义歧视兄弟民族性质的；三、以敌伪人员名字命名的；四、用字生僻难认难写的；五、用外国文字或外国人名命名的”。各省、自治区、直辖市应在1965年3月底前提出更名意见。1965年1月20日，国务院下发了《国务院关于安东市、睦边县等市县更名问题给辽宁省人民委员会、吉林省人民委员会、广西僮族自治区人民委员会的批复》，批准了以下市县名称更改：“国务院同意辽宁省将安东市改名为丹东市，安东县改名为东沟县，盖平县改名为盖县；吉林省将辑安县改名为集安县；广西僮族自治区将睦边县改名为那坡县”。
1977年7月23日国务院批转了国家测绘总局等部门《关于成立中国地名委员会的请示》的报告。在国务院领导下，成立由国家测绘总局、公安部、外交部、中国文字改革委员会、新华社、邮电部、交通部、铁道部、中央统战部、中国科学院、中央廣播事業局、国家出版局和总参测绘局等13个部门派代表组成中国地名委员会，为虚设的综合协调机构，主任委员由国家测绘总局局长王大钧担任，副主任委员由公安部、外交部、中国文字改革委员会和新华社的代表担任。中国地名委员会的职责是：根据党和政府的有关规定，负责制定国内地名的命名、更名原则，制定国内外地名译写标准化原则，组织调查、搜集、整理、审定、储存国内外地名资料，编制出版各种地名书刊和参加有关的国际交往。中国地名委员会下设一个8人编制的办公室，由国家测绘总局代管，负责处理委员会的日常工作。当时，国家建委、国家测绘总局、国家城建总局、国家建工总局、国家建筑材料工业部同楼办公。
1978年9月，国务院批转了中国文字改革委员会、国家测绘总局、外交部、中国地名委员会“关于改用汉语拼音方案作为我国人名、地名罗马字母拼写法的统一规范的报告”。1978年民政部成立后行政区划工作由公安部转至民政部。
1979年3月中国地名委员会召开了第一次全国地名工作会议，会后多数省、自治区、直辖市和部分地、市、县(区)相继成立了地名领导小组及其办公室。省级地名机构一般设在省级测绘部门；地、县级地名机构的归属不统一，有的设在民政局，有的由政府办公室代管。
1979年开始到1986年基本结束的第一次全国地名普查。其中最困难的是藏区地名普查，中国地名委员会商请中央财政特批专项经费支持，并组织辽宁、吉林两省地名专业队伍进藏普查。
1980年7月24日国务院发出《关于充实和加强中国地名委员会的批复》，增加民政部、国家民委、教育部、中国社会科学院、国家海洋局、外文局、中共中央马恩列斯著作编译局以及海军司令部等8个单位参加中国地名委员会。 
- 中国地名委员会主任委员王大钧
- 副主任委员李金德（民政部副部长）、余湛（外交部）、叶籁士（中国文字改革委员会负责人）、陈里昂
- 委员浦通修、罗淑珍、王展意、张兰、马寅、德林、陈翰伯、律巍、胡若木、范源、尹承东、沈韦良、杨磊光、敦敬辉、尹达、曾世英、朱异羽、夏璞
- 顾问组：曾世英、林超、诸亚平、李春芬、周有光、李荣、孙德宣、傅懋勋、马学良、王钧、于道泉、谭其骧、史念海、朱士嘉、庄为玑、韩振华、裘克安、吴钟灵、凌大夏。[3]

1983年4月24日，中国地名委员会受权经新华社公布了南海诸岛部分标准地名。4月25日《人民日报》第四版刊载“中国地名委员会受权公布我国南海诸岛部分标准地名”共287个。7月，国务院、中央军事委员会批转中国地名委员会等单位《关于加速进行中国沿海岛礁地名普查及地名标准化工作的报告》。
1984年6月21日中国地名委员会发出通知，经报国务院批准，中国地名委员会进行调整，调整后委员单位21个，委员25名。城乡建设环境保护部为主任委员单位。
主任委员：王大钧 
副主任委员：邹恩同(民政部)、邵天任(外交部)、张辛民(新华社)、姜椿芳(文化部)、浦通修(全国职工教育管理委员会)、梁寒冰(中国社会科学院)、李曦沐(国家测绘局)
委员：胡若木(广播电视部)、马寅(国家民委)、曾世英(测绘科学研究所),王厚立(外交部)、陈开权(铁道部)、张树青(交通部)、刘天瑞(邮电部)、徐汝京(教育部)、冯子直(国家档案局)、陈德鸿(国家海洋局)、冯如馥(中央编译局)、陈章太(中国文字改革委员会),敦敬辉(中国科学院)、陈继选(民政部)、朱异羽(总参测绘局)、肖玉堂(海军司令部)、王际桐(中国地名委员会)。
1984年12月，中国地名委员会、中国文字改革委员会、国家测绘局颁发《中国地名汉语拼音字母拼写规则（汉语地名部分）》。1986年4月5日城乡建设环境保护部向国务院作出《关于调整中国地名委员会主任委员和部分副主任委员、委员人选的请示》：王大钧请求辞去中国地名委员会主任委员职务，建议由城乡建设环境保护部部长叶如棠任主任委员,同时增补国家语委副主任陈章太为副主任委员，有关委员单位改派张国良、马瑞流、孙惠南、张国威、刘长桂为委员。国务院领导于4月14日批示同意。1986年1月国务院在发布《地名管理条例》的通知中进一步明确规定：“国务院委托中国地名委员会管理全国地名工作，其办事机构由城乡建设环境保护部代管。” 
1987年8月9日，劳动人事部根据国务院领导的批示，下发了《关于改变地名工作领导体制的通知》，决定中国地名委员会办公室由城乡建设环境保护部划归民政部，地方各级地名委员会的工作机构，原则上并入各级民政部门。对个别有特殊情况的，不强求上下完全对口，可由当地人民政府自行决定。1988年1月1日中国地名委员办公室正式划归民政部，暂留国家测绘局办公。1988年5月3日李鹏总理主持国务院常务会议,讨论了国务院非常设机构的清理、整顿问题，其中确定保留中国地名委员会。1988年7月，在国家机构改革中决定民政部成立行政区划和地名管理机构，地名工作正式纳入国家行政序列，仍保留中国地名委员会办公室的名义，地方各级地名机构也逐步转入民政部门。1988年8月11日《国务院关于非常设机构设置问题的通知》，确定民政部部长崔乃夫为中国地名委员会主任委员，具体工作由民政部承担；各个非常设机构由国务院领导按其业务分工分管，协助处理国务院日常工作的国务委员、国务院秘书长陈俊生分管中国地名委员会。1988年8月，民政部、中国地名委员会发出《关于开展地名补查和资料更新工作的通知》。
1989年1月9日中国地名委员会办公室由国家测绘局迁至民政部西黄城根南街9号，与自民政部北河沿大街147号迁来的行政区划工作处室会合，统一了民政部行政区划和地名管理司的办公地点（1994年迁回北河沿大街147号）。随之，全国地名档案资料馆、中国地名学研究会亦从国家测绘局迁入北河沿大街147号。 
1989年6月15日国务院办公厅发出《关于调整中国地名委员会成员的通知》，中国地名委员会由19个委员单位组成，外交部不再作为成员单位：
- 主任委员：民政部部长崔乃夫
- 副主任委员：民政部副部长张德江、建设部副部长周干峙、教育部原副部长浦通修、国家语言文字工作委员会主任陈原、中国社会科学院副院长丁伟志、新华通讯社总编辑南振中、国家测绘局局长金祥文
- 委员：国家民族事务委员会洛布桑、民政部张文范和王际桐、交通部张树青、铁道部王珺、邮电部谢高觉、广播电影电视部马瑞流、新闻出版署刘杲、国家海洋局陈德鸿、国家档案局郝存厚、国家测绘局曾世英、中国科学院廖克、国家教育委员会陈尔寿、中共中央马恩列斯著作编译局冯如馥、总参谋部测绘局张国威（不久改为张振乾）、海军司令部黄祖
- 秘书长王际桐兼。

1991年7月2日民政部、中国地名委员会报告国务院：中国地名委员会原副主任委员张德江、陈原、丁伟志已调动工作,经其在单位推荐，由民政部副部长多吉才让、国家语言文字工作委员副主任曹先耀、中国社会科学院副院长曲维镇接任中国地名委员会副主任委员。 
1993年4月19日，在国务院非常设机构的清理调整中（《关于国务院议事协调机构和临时机构设置的通知》（国发〔1993〕27号）），中国地名委员会被撤销；7月9日，国务院办公厅发出《关于部分已撤销的国务院非常设机构其原工作移交有关部门承担问题的通知》，确定“中国地名委员会撤销后，工作由民政部承担”。